# Sōichi Kakeya
Sōichi Kakeya (掛谷 宗一, Kakeya Sōichi, 18 janvier 1886 – 9 janvier 1947) est un mathématicien japonais spécialiste de l'analyse mathématique, qui a posé le problème de l'aiguille de Kakeya et résolu le problème de la transportation. Lauréat du prix impérial de l'Académie japonaise en 1928, il est élu à l'Académie japonaise des sciences en 1934.

## Source de la traduction
- (en) Cet article est partiellement ou en totalité issu de l’article de Wikipédia en anglais intitulé « Sōichi Kakeya » (voir la liste des auteurs).